# Suszka (leśnictwo)

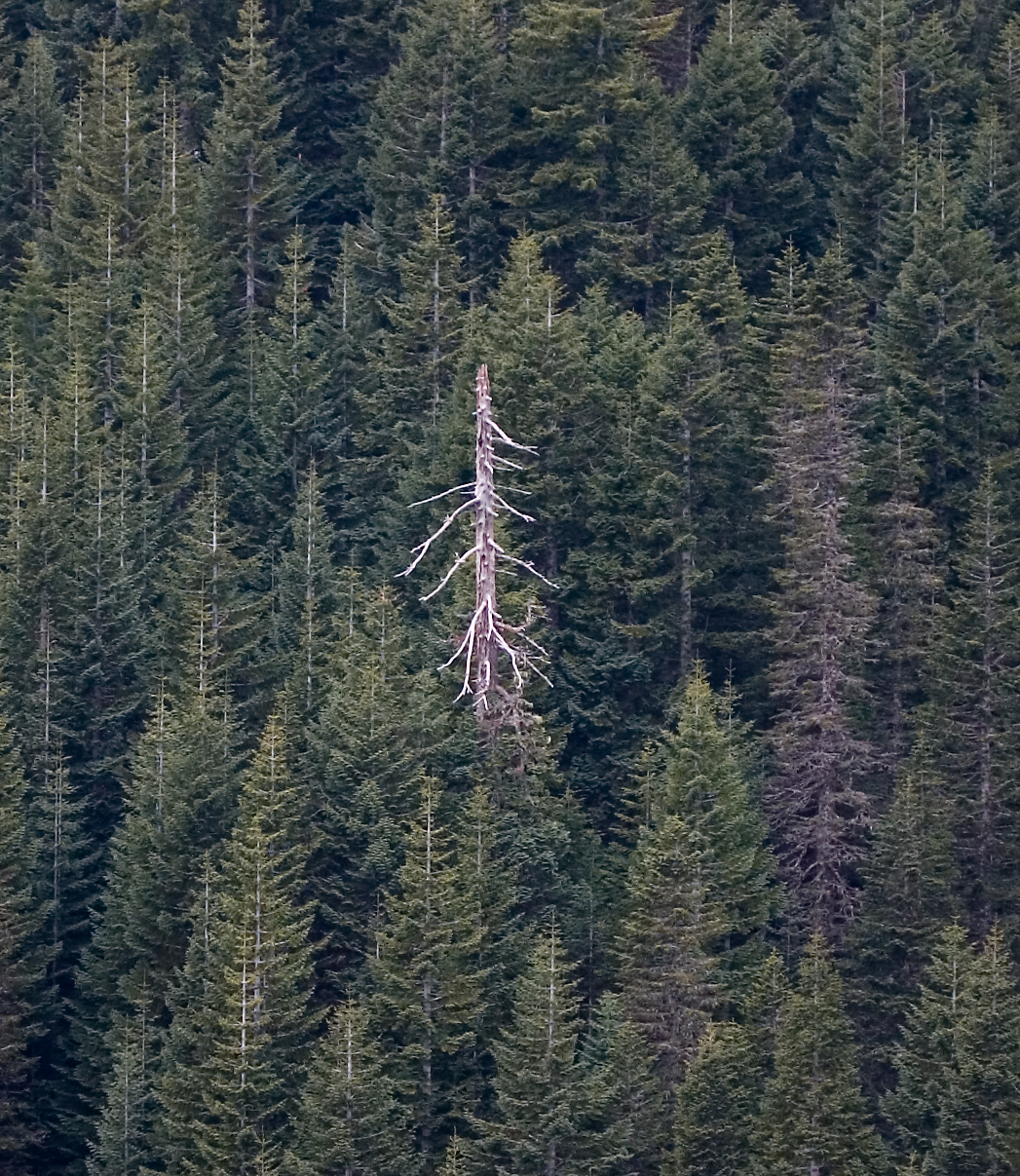
Szuszka wśród innych żywych drzew

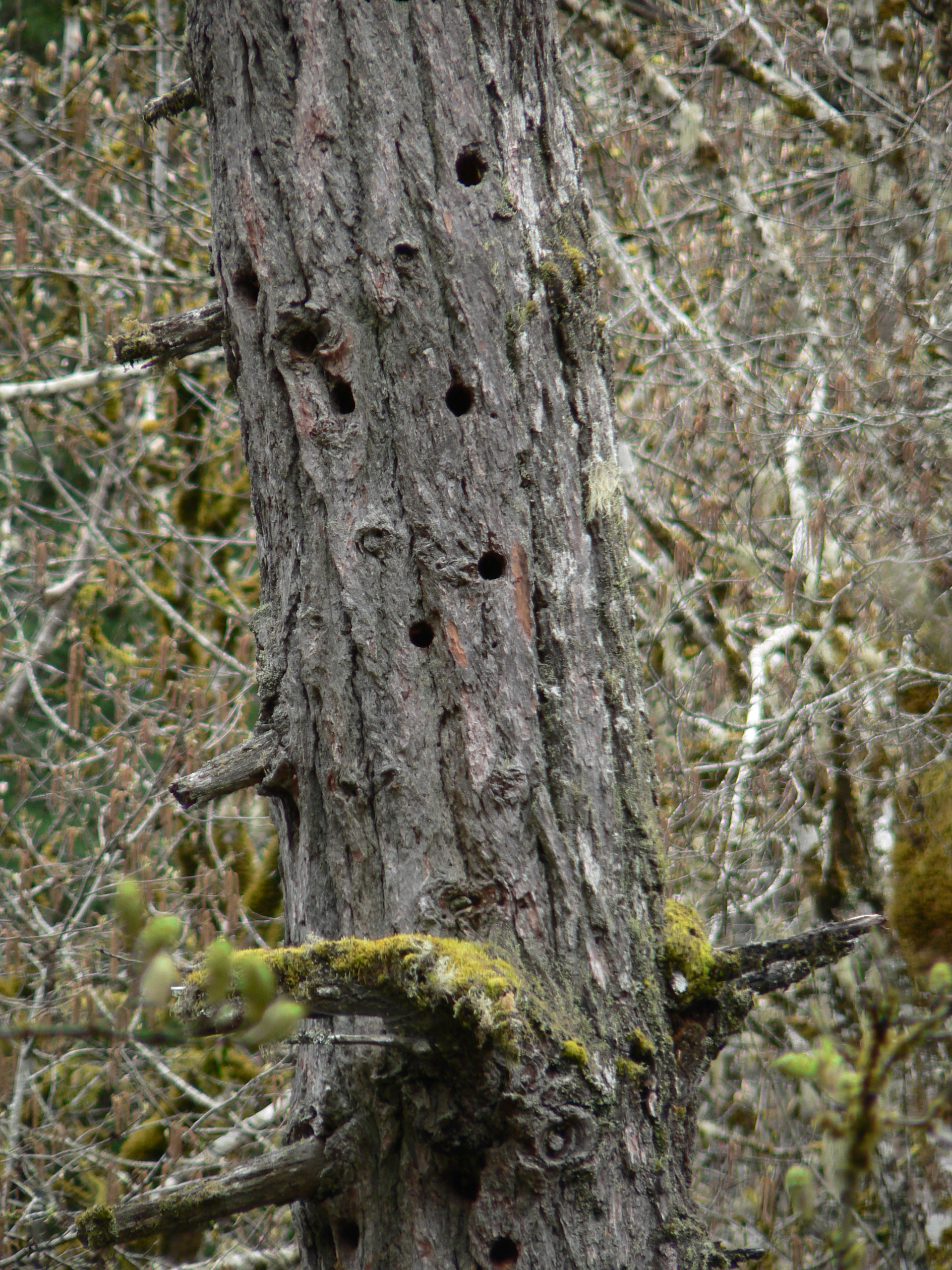
Suszka daglezji zielonej z ptasimi dziuplami

Suszka — w leśnictwie określenie na stojące, częściowo lub całkowicie martwe, suche drzewo, zamarłe na skutek działania szkodliwych czynników, np.: owadów lub grzybów, zanieczyszczeń atmosferycznych, bądź z powodu naturalnego procesu starzenia rośliny.